# Leonora Colmor Jepsen
Leonora Colmor Jepsen (nacida el 3 de octubre de 1998), también conocida simplemente como Leonora, es una cantante y galardonada figura del patinaje danesa. Representó a Dinamarca en el Festival de la Canción de Eurovisión 2019 en Tel Aviv con la canción "Love is forever". Leonora ganó el Dansk Melodi Grand Prix 2019 con el 42% de los votos del público y el jurado, desbancando a las favoritas Julie & Nina, y Sigmund.
Su canción "Love is forever", escrita por Lise Cabble, Melanie Wehbe y Emil Lei, combina cuatro idiomas diferentes: inglés, danés, alemán y francés.
Nacida y criada en Hellerup, al norte de Copenhague donde todavía reside, Leonora recibió un diploma del Gammel Hellerup Gymnasium. Ha compuesto canciones, actuado en cafés, librerías y ha hecho pequeños conciertos escolares. Como figura del patinaje, compitió en el ISU World Junior Championship en 2016 y en el ISU Junior Grand Prix Riga Cup 2015 En diciembre de 2016, Leonora y su hermano Linus fueron medallistas de oro en el campeonato de patinaje danés. Previamente, había sido campeona junior de patinaje individual en Dinamarca. Actualmente no compite, pero trabaja como entrenadora y coreógrafa.

## Discografía
Sencillos
| Título            | Año  | Máximas posiciones en los charts | Máximas posiciones en los charts | Máximas posiciones en los charts | Máximas posiciones en los charts | Álbum              |
| Título            | Año  | DEN                              | SCO                              | SWE Heat.                        | UK Down.                         | Álbum              |
| ----------------- | ---- | -------------------------------- | -------------------------------- | -------------------------------- | -------------------------------- | ------------------ |
| "Love Is Forever" | 2019 | 16                               | 77                               | 12                               | 61                               | Sencillo sin álbum |